# Pilocrocis discodontalis
Pilocrocis discodontalis là một loài bướm đêm trong họ Crambidae.